# 若き母 (ドウ)
『若き母』（わかきはは、蘭: De jonge moeder、英: The Young Mother）は、17世紀オランダ黄金時代の画家ヘラルト・ドウが1658年にキャンバス上に油彩で制作した風俗画である。「GDOV.1658」という画家の署名がステンドグラスの窓に微かに見える。作品は1822年以来、ハーグのマウリッツハイス美術館に所蔵されている。

## 歴史
即位したばかりのイングランド王チャールズ1世を宥めるため、ネーデルラント州議会、ホラント州議会、ウェスト・フリースラント州議会は、王に25点の絵画を含む多くの贈り物をした。『若き母』は、その贈り物に含まれていた。本作の主題は、王の妹であり、スタットホルダー (stadtholder、ネーデルラント共和国における各州の首長) であったウィレム2世 (オラニエ公) の未亡人メアリー・ヘンリエッタ・ステュアートに関するものである。彼女は、難しい政治的状況の中で息子の利益を守護しなければならなかった。 チャールズ2世は、非常にドウの作品が気に入り、画家をイングランドに招聘しようとした。しかし、ドウは招待を断った。

## 概要
ドウはレンブラントの弟子であったが、師の絵画様式を採用しなかった。ドウは洗練された、磨かれたような技法を発展させ、それにより非常に精緻な作品を制作することができた。そして、ドウが先導した写実的で緻密な風俗画は、レイデンのフェインスヒルデル (精緻派) のトレードマークとなった。
『若き母』では、若い女性が針仕事をしながら窓辺に座っている。彼女は縫物から顔を上げ、鑑賞者の方を見ている。隣には、枝編み細工でできたゆりかごの中の赤ん坊がいて、女中が面倒を見ている。窓から入ってくる光に照らされた室内には、非常に多くのものが見える。窓辺には、倒れたブリキの缶の隣に静物と死んだウサギの入っている駕籠がある。左側下の隅には、画家はさらに多くの物を描いている。明らかに乱雑に、倒れたランタン、箒、一束のニンジン、皿の上の魚、そして死んだ鳥が置かれている。背景には、くすぶる煙の中に2人の人物が微かに見える。 
17世紀の風俗画は、必ずしもすぐに鑑賞者には明らかではないもの、しばしば象徴に満ちている。たとえば、若い女性の針仕事は徳を表し、女性のスカートで完全に隠された足台も同様である。女性の背後の柱にはクピドが見えるが、それは (婚姻の) 愛を示すものであり、赤ん坊はその結果なのである。夫の外套と剣が同じ柱に掛けられている。床のスリッパと柱の鳥籠もまた、愛の象徴である。
室内の様々なところに、ドウは垂れ下がっているカーテンを描いているが、それは、窓から見える景色とともに絵画に深みを与えている。

## 来歴
絵画は数十年間、イングランドのいろいろな王宮に掛けられていたが。スタットホルダーのナッサウ伯、ウィリアム3世 (イングランド王) が作品をオランダに持ち帰った。オランダでは、レンブラントの『シメオンの讃歌』(マウリッツハイス美術館) の対作品としてヘットロー (Het Loo) 宮殿に置かれた。本作は、しばらく移動した後、1774年にハーグのウィレム5世のギャラリーに落ち着いた。ナポレオンの時代に、絵画はルーヴル美術館に移動した。返還後は、最初、ウィレム5世のギャラリーに、そして、1822年以降はマウリッツハイス美術館に展示されている。